# Эльдорадо (сад)
Сад «Эльдора́до»  (также — сад Педотти) — в середине XIX века увеселительный сад на реке Неглинке в районе села Сущёво к северу от Москвы. Принадлежал преуспевающему московскому кондитеру итальянского происхождения Людвигу Ивановичу Педотти.

## Описание

### История
В середине XIX века Людвиг Педотти был успешным предпринимателем — его кондитерская на Тверской улице считалась лучшей в городе. Тогда в Москве только у него продавались иностранные газеты и журналы, а королевские пряники и шоколадные конфеты были самого высокого качества. Педотти захотел составить конкуренцию бывшему чрезвычайно популярным в то время саду «Эрмитаж», для чего взял в аренду территорию сада у Новосущёвских прудов в Сущёво на окраине Москвы и организовал там увеселительный сад.
Между «Эрмитажем» и «Эльдорадо» возникло соперничество, однако вскоре их репутация стала различаться:
В «Эрмитаже», по обыкновению, вечер кончается ранее и кончается тихо. В «Эльдорадо» прихватывается времени за полночь, и дело иногда обходится не без приключений. В «Эрмитаже» больше этикета, в «Эльдорадо» больше жизни…журнал «Развлечение», № 31, 1859. С. 72.
Декоративным оформлением сада занимался популярный мастер «театральной машинерии» Фёдор Вальц, работавший в Большом театре. На прудах плавали гондолы, в воздух запускали декоративные надувные фигуры. На украшения и освещение тратились огромные суммы, поэтому вход в сад был платным — один рубль за взрослого и 50 копеек за ребёнка. Чтобы привлечь состоятельных москвичей, Педотти организовал музыкальные вечера, играл оркестр Гене и выступал цыганский хор.
Постепенно публика пресытилась «разгульными развлечениями». Переменчивая московская погода и длительный холодный сезон сильно понижали посещаемость. Кроме того, увеселительные сады облагались налогом Дирекции Императорских театров, сумма которого постоянно повышалась. Сад «Эльдорадо» закрыли в начале 1860-х годов.

### Праздник в честь Дюма
Самый большой праздник в саду состоялся 27 июля 1858 года в честь Александра Дюма. Писатель впервые был в России, в Москве он остановился на даче Нарышкиных в Петровском парке. В честь Дюма в «Эльдорадо» организовали тематическую «Ночь графа Монте-Кристо». В этот вечер Педотти устроил в саду все возможные новшества: шоу фейерверков и — впервые в Москве — электрическая иллюминация. Музыкальную программу вечера составили: оркестр Джона Вильяма фон Ранкена, тирольский ансамбль Георга Пиэггера, хор цыган Григория Соколова, оркестры Самогитского Гренадёрского полка эрц-герцога Франца-Карла и Московского Гренадёрского полка.
В 1908 году рядом с бывшим увеселительным садом был открыт одноимённый ресторан, получивший славу самого разгульного загородного заведения своего времени.

### Современность
Название сада сохранилось в названиях местных улиц: в начале XX века в Москве было четыре Эльдорадовских переулка. Три из них впоследствии были переименованы. Здание ресторана «Эльдорадо» получило статус памятника культуры регионального значения.